# 李諒 (成化進士)
李諒（1439年—1492年），字有信，山西澤州凤台县人，民籍。明朝政治人物。進士出身。

## 生平
山西鄉試第六十名。成化八年（1472年）壬辰科會試第二百四十二名，殿試登進士第三甲第九十四名。授户部山東司主事，奉命陕西犒军，又巡视通州粮儲。会部委入辽王府交纳，为中官诬奏，下锦衣卫监狱。事既白，奉命江南督税。成化十五年己亥（1479年），升南京礼部仪制司郎中。弘治初，赴京，條陳時務十三事，为言官所忌。及京察，贬出为陕西静寧州知州。方到任，再次被弹劾，逮至南京，与言者互相弹劾，皆落职。弘治五年（1492年）卒于南京。
曾祖父李得源。祖父李振。父亲李綸，曾任醫學典科。母張氏，贈宜人弟記、誌。元配冯氏，封宜人。五子：時芳、時萼、時蕃、時英、時美。